# 豊岡市立港小学校
豊岡市立港小学校（とよおかしりつ みなとしょうがっこう）は、兵庫県豊岡市気比にある公立の小学校。

## 概要
港東小学校（豊岡市気比3291-235）と港西小学校（豊岡市瀬戸57）を統合し、2021年4月1日に港小学校が新設された。校舎は、旧港東小学校を利用。旧港西小学校区の児童は、4月からスクールバスで通学する。
旧港西小学校区は円山川河口西側に位置しており、小島、瀬戸、津居山の3地区からなり、山陰海岸国立公園の景勝地を有し、四季を通じて観光客が訪れる。また、マツバガニ漁で有名な津居山漁港がある。また、旧港東小学校区は気比、田結、畑上及び三原地区からなり、円山川河口の東側に位置し、気比の浜海水浴場や気比川が近い。

### 統合準備委員会での調整結果
- 校歌：校歌は、旧港東小学校と旧港西小学校の校歌を合わせ、1番から6番までとする。
- 校章：旧港東小学校と旧港西小学校の校章を組み合わせて作成。港のまわりに「ヒ」 と「ニ」を配置し、校歌の 「東と西と呼びかわし」の歌詞をイメージして作成。
- 通学方法：旧港西地区の児童は、スクールバスで通学、旧港東地区の児童は、現行どおり。
- 学校指定用品：制服は、港西小学校にそろえる。体操服は、新たに採用する。名札は、全学年で白色にする。

## 沿革
- 2020年（令和2年）
  - 2月25日 - 港地区区長会長、港中学校PTA会長、港東小学校PTA会長、港西小学校PTA会長、港認定こども園PTA会長から、2021年4月を目標に、港東小学校と港西小学校統合について要望書を豊岡市に提出[1][2]
  - 4月1日 - 豊岡市立港東小学校・港西小学校統合準備委員会の設置[3]
  - 5月18日 - 定例教育委員会会議で、統合後の校舎は港東小学校を使用すること、学校名は港小学校とする方針が決定される[4]
- 2021年（令和3年）
  - 3月24日 - 港東小学校、港西小学校の閉校式[5]
  - 4月7日 - 開校式[6][7]

## 学校行事
| - 4月 始業式、入学式 - 5月 - 6月 | - 7月 終業式 - 8月 始業式 - 9月 | - 10月 - 11月 - 12月 終業式 | - 1月 始業式 - 2月 - 3月 6年生を送る会、卒業式、修了式 |

## 通学区域
- 小島、瀬戸、津居山、気比、田結、畑上及び三原[8]

## 進学先中学校
- 豊岡市立港中学校[8]

## 校区内の主な施設
- 豊岡市立港認定こども園（隣接）
- 豊岡市立港中学校
- 港東簡易郵便局
- 豊岡瀬戸郵便局
- 豊岡北警察署 気比駐在所
- 気比の浜海水浴場
- 田結漁港
- 津居山漁港

## 交通
- バス
  - JR城崎温泉駅から豊岡市営バス イナカー 三原行きで天神浜停留所下車徒歩約3分
- 自動車
  - JR西日本山陰本線城崎温泉駅から約10分

## 通学区域が隣接している学校
- 豊岡市立竹野学園
- 豊岡市立城崎小学校
- 豊岡市立田鶴野小学校
- 豊岡市立三江小学校
- （京都府）京丹後市立久美浜小学校
- （京都府）京丹後市立かぶと山小学校